# إريك هولدر
إريك هولدر (بالإنجليزية: Eric Holder)‏ (21 يناير 1951 -)، وزير العدل والنائب العام الأمريكي منذ 3 فبراير 2009، وهو أول أمريكي من أصول أفريقية يتولى هذا المنصب. كان قاضيًا في المحكمة العليا بمقاطعة كولومبيا. كما كان بالفترة من 13 يونيو 1997 إلى 20 يناير 2001 نائبًا للمدعي العام. كان من بين ثلاثة أشخاص أعضاء في لجنة اختيار باراك أوباما لنائب الرئيس عمل في مكتب المحاماة كفينغتون و بيرلنغ في واشنطن العاصمة وكان مستشار قانوني أول لباراك أوباما خلال حملة الانتخابات الرئاسية.
أصبح أول وكيل عام يُحتجز بتهمة ازدراء للكونغرس أثناء التحقيق في عملية السرعة والغضب؛ ومع ذلك، فإن المفتش العام بوزارة العدل أفرج عن صاحب التسجيل فيما بعد من أي مخالفات.

## حياته ودراسته
اريك هولدر، ولدت الابن في برونكس، نيويورك، لوالدين تعود اصولهم إلى بربادوس. [4] [5] [6] والده، الأب (1905-1970) ولد في سانت جوزيف، وبربادوس، ووصل إلى الولايات المتحدة في سن ال 11. [7] [8] أصبح في وقت لاحق وسيط عقاري. ولدت أمه، ميريام، في ولاية نيو جيرسي، في حين كانت جديه والدي أمه المهاجرين من سانت فيليب، بربادوس. [8] ترعرع هولدر في شرق إلمهورست، كوينز، ودخل المدارس العامة في سن الـ10. عند دخول الصف الـ4 تم اختياره للمشاركة في برنامج للطلاب الموهوبين. [9]
في عام 1969، وتخرج من ستويفيسانت المدرسة ثانوية في مانهاتن، ودرس في جامعة كولومبيا، حيث لعب كرة السلة. حصل على الشهادة الجامعية الأولى شهادة البكالوريوس في التاريخ الأميركي في عام 1973. [10] تلقى هولدر ماجيستسر من كلية الحقوق في جامعة كولومبيا، وتخرج في عام 1976. وكان يعمل في صندوق الدفاع وتربية نكب القانونية خلال أول صيف له والولايات المتحدة المحامي خلال زيارته الصيف الثاني. [9]

## روابط خارجية
- إريك هولدر على موقع الموسوعة البريطانية (الإنجليزية)
- إريك هولدر على موقع مونزينجر (الألمانية)
- إريك هولدر على موقع إن إن دي بي (الإنجليزية)